# Château de Bresles
Le château de Bresles était la résidence des évêques de Beauvais, c'est actuellement la mairie de Bresles qui y réside.

## Histoire
- 1212 : Philippe de Dreux fait fortifier sa maison de plaisance
- 1498 : reconstruction du château par l’évêque de Beauvais Louis de Villiers à la suite des dégâts infligés par la guerre de Cent Ans
- 1555 : Odet de Coligny qui a embelli le château et les jardins accueille le roi Henri II et la Cour dans sa résidence de Bresles (Bresle-les-Beauvais)[1]. Le cardinal y demeure avec sa femme Isabelle de Hauteville, avant de fuir la guerre civile en se réfugiant en Angleterre en 1568.
- 1699-1708 : reconstruction par le cardinal de Toussaint Forbin de Janson
- Il a partiellement été inscrit monument historique le 25 juin 1986[2].

## Architecture
Il ne reste que des vestiges de la forteresse médiévale et le château actuel fut édifié au début du XVIIIe siècle. Il est composé de deux ailes à angle droit à deux étages surmontés de combles et d'une toiture à croupes. Le porche d'entrée et le bastion entourant la cour de la mairie seraient les parties les plus anciennes.

## Parc et jardins
Le jardin du château de Bresles, propriété d'Odet de Coligny, était, à la Renaissance, réputé pour sa beauté, ses canaux ; la reine Catherine de Médicis aimait s'y promener.
Le jardin d'agrément du château des évêques de Beauvais, tel qu'il a été dessiné au XVIIIe siècle est inscrit au pré-inventaire des jardins remarquables.